# Scoglio di Milocca
Lo Scoglio di Milocca è un'isola dell'Italia sita nel mar Ionio, in Sicilia.
Amministrativamente appartiene al comune di Siracusa.
Si trova di fronte a punta Milocca.